# Jumpin’ All Over the World
Jumpin’ All Over the World – 13 studyjna płyta zespołu Scooter wydana 30 listopada 2007. Album utrzymany jest w jumpstyle'u i zawiera 13 utworów. Promują go single: "The Question Is What Is the Question", "And No Matches" i "Jumping All Over the World", "I'm Lonely".

## Lista utworów
| Nr  | Tytuł                                   | Czas |
| --- | --------------------------------------- | ---- |
| 1.  | "The Definition"                        | 1:25 |
| 2.  | "Jumping All Over the World"            | 3:48 |
| 3.  | "The Question Is What Is the Question?" | 3:46 |
| 4.  | "Enola Gay"                             | 3:59 |
| 5.  | "Neverending Story"                     | 3:52 |
| 6.  | "And No Matches"                        | 3:31 |
| 7.  | "Cambodia"                              | 5:23 |
| 8.  | "I'm Lonely"                            | 4:02 |
| 9.  | "Whistling Dave"                        | 3:39 |
| 10. | "Marian (Version)"                      | 4:55 |
| 11. | "Lighten Up the Sky"                    | 6:19 |
| 12. | "The Hardcore Massive"                  | 4:25 |
| 13. | "Jump That Rock!" (tylko w wersji UK)   | 3:50 |
| 14. | "The Greatest Difficulty"               | 0:20 |